# Jimmy Bullard
James Richard "Jimmy" Bullard (ur. 23 października 1978 w Newham) – angielski piłkarz występujący na pozycji pomocnika.
Swoją karierę piłkarską rozpoczął w roku 1998 w Gravesend & Northfleet. Rok później przeszedł do West Hamu United. Nie wystąpił tam przez dwa lata gry w żadnym spotkaniu więc dołączył do drużyny Peterborough United. Następnie grał w Wiganie Athletic, skąd w roku 2006 trafił do Fulhamu.
Był kilka razy powoływany do reprezentacji Anglii, jednak nie wystąpił w żadnym spotkaniu w barwach narodowych.

## Kariera klubowa

### Początki
Bullard urodził się w Newham we wschodnim Londynie. Jako dziecko uczęszczał do szkółki piłkarskiej miejscowego Corinthians F.C. Swoją zawodową karierę piłkarską rozpoczął w 1998 roku w Gravesend & Northfleet. 9 lutego 1999 przeszedł za kwotę 30 tysięcy funtów do klubu, któremu jako dziecko kibicował – West Ham United. W dwóch sezonach tam spędzonych nie wystąpił jednak w żadnym spotkaniu więc pod koniec sezonu 2000/01 przeniósł się do Peterborough United, gdzie był podstawowym piłkarzem. Przez dwa lata tam spędzone zagrał w 66 ligowych pojedynkach, strzelając przy tym 11 bramek.

### Wigan Athletic
W styczniu 2003 Anglik podpisał kontrakt z Wiganen Athletic. Kwota transferu wynosiła 275 tysięcy funtów. Bullard szybko przebił się do pierwszego składu The Latics i pomógł drużynie awansować do Premier League w sezonie 2004/05. Jimmy wystąpił także w przegranym z Manchesterem United finale Pucharu Ligi Angielskiej w sezonie 2005/06. 

### Fulham

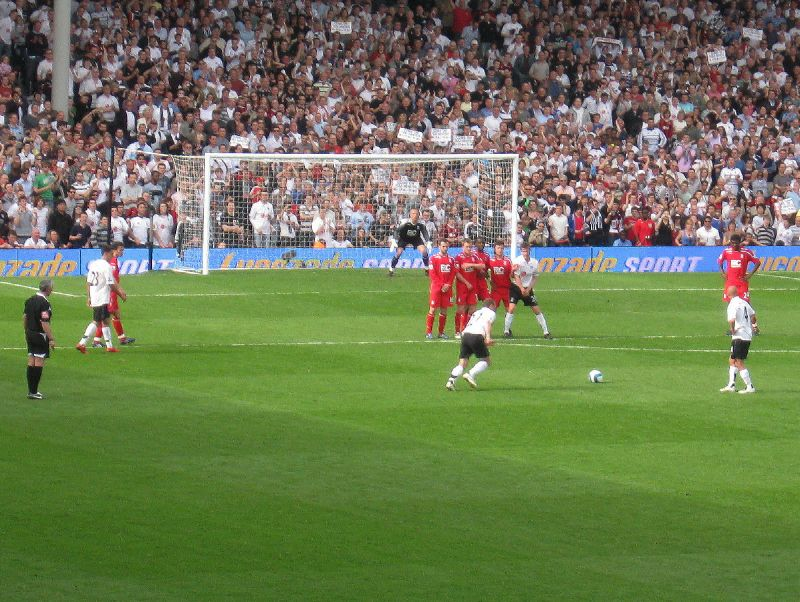
Jimmy Bullard wykonuje rzut wolny

8 maja 2006 przeszedł za sumę 2,5 miliona funtów do innego angielskiego klubu — Fulhamu. W drużynie the Cottagers zadebiutował 20 sierpnia w przegranym 5-1 ligowym spotkaniu z Manchesterem United. Swoją pierwszą bramkę strzelił 26 sierpnia w pojedynku z Boltonem Wanderers. Zdobył wtedy gola z rzutu karnego w ostatniej minucie spotkania. 9 września 2006 w meczu z Newcastle United Jimmy nabawił się niezwykle poważnej kontuzji kolana, która wykluczyła go z gry na ponad rok. W wyniku wejścia Scotta Parkera doszło do uszkodzenia więzadeł krzyżowych w prawym kolanie Bullarda. 12 stycznia 2008 Jimmy powrócił do gry w pierwszym zespole, wchodząc z ławki w meczu z West Hamem United. Szybko stał się zawodnikiem pierwszej jedenastki Fulhamu i pomógł drużynie utrzymać się w lidze. Strzelił gole z rzutów wolnych w konfrontacjach z Aston Villą i Blackburn Rovers. W ostatniej kolejce sezonu zespół grał wyjazdowy mecz z Portsmouth i potrzebował zwycięstwa, aby być pewnym utrzymania się w Premiership. Do 76 minuty gry, Fulham było jednym ze spadkowiczów. Jednak wówczas, po dośrodkowaniu Bullarda z rzutu wolnego, do strzału doszedł Danny Murphy i głową zdobył gola na 1:0, zapewniającego zespołowi pozostanie w gronie najlepszych drużyn. Po tym sezonie zainteresowały się nim takie kluby jak Middlesbrough, Sunderland, West Ham United, Everton oraz Bolton Wanderers. Ostatecznie sezon 2008/09 Anglik rozpoczął jednak w Londynie.

### Hull City
23 stycznia 2009 roku Bullard przeszedł za kwotę 5 milionów funtów do beniaminka Premier League, Hull City. W nowej drużynie zadebiutował 28 stycznia w przegranym 2:0 ligowym spotkaniu z West Hamem United.

### Ipswich Town
W styczniu 2011 Bullard został wypożyczony do drużyny Ipswich Town, gdzie rozegrał 16 spotkań, strzelając 5 goli. Po sezonie 2010/11 piłkarz rozwiązał kontrakt z Hull City i przeniósł się do Ipswich, podpisując 2-letni kontrakt. 

### Milton Keynes Dons
28 sierpnia 2012 roku podpisał kontrakt z Milton Keynes Dons, który będzie obowiązywał do końca roku.
1 października 2012 roku zdecydował się zakończyć karierę z powodu kontuzji kolana.

## Kariera reprezentacyjna
Jimmy urodził się w Anglii, jednak jego babcia jest Niemką. Przez co Jürgen Klinsmann był bardzo zainteresowany Bullardem i myślał nad tym aby powołać go na mundial 2006. Nie doszło to jednak do skutku. Anglik został powołany na dwa mecze eliminacji do mundialu 2010 z Andorą i Chorwacją, jednak nie wystąpił na żadnym z tych pojedynków. Bullard został także powołany na mecz towarzyski z reprezentacją Niemiec, który odbył się 19 listopada 2008 roku, mecz zakończył się zwycięstwem Anglików 2:1, jednak Bullard całe spotkanie oglądał z ławki rezerwowych.